# قينر
قينر هي قرية في مقاطعة مرند، إيران. عدد سكان هذه القرية هو 435 في سنة 2006.